# جيورجي ميلانوف
جيورجي ميلانوف (بالبلغارية: Георги Миланов) (19 فبراير 1992 بلغاريا - ) هو لاعب كرة قدم بلغاري، يلعب كلاعب وسط لعب سابقاً في نادي الظفرة الإماراتي.

## وصلات خارجية
جيورجي ميلانوف على موقع الاتحاد الدولي (مؤرشف)  (الإنجليزية)
- جيورجي ميلانوف على موقع الاتحاد الأوربي (الإنجليزية)
- جيورجي ميلانوف على موقع قاعدة بيانات كرة القدم.إي يو (الإنجليزية)
- جيورجي ميلانوف على موقع ناشيونال فوتبول تيمز (الإنجليزية)
- جيورجي ميلانوف على موقع Soccerway.com (الإنجليزية)
- جيورجي ميلانوف على موقع عالم كرة القدم.نت (الإنجليزية)
- جيورجي ميلانوف على موقع AS.com (الإسبانية)